# Günter Hutwelker
Günter Hutwelker (* 15. April 1964) ist ein ehemaliger deutscher Fußballspieler.

## Sportlicher Werdegang
Hutwelker spielte in der Jugend beim seinerzeitigen Bundesligisten 1. FC Köln und avancierte zum Juniorennationalspieler. Mit der deutschen U-18-Nationalmannschaft nahm er an der U-18-Europameisterschaft 1982 teil. Mit nur einem Sieg scheiterte die Mannschaft um Raimond Aumann, Dieter Kitzmann, Egon Flad, Ulf Metschies und Gerd Dais als Dritter bereits in der Gruppenphase.
Im Sommer 1982 schloss sich Hutwelker dem Lokalrivalen Fortuna Köln in die 2. Bundesliga. Unter Trainer Martin Luppen debütierte er im Oktober beim 2:2-Unentschieden bei der SG Union Solingen. In der Folge kam er unregelmäßig zum Einsatz, am viertletzten Spieltag wurde er beim 0:0-Remis gegen Bayer 05 Uerdingen des Feldes verwiesen. Vor Beginn der Bundesliga-Spielzeit 1984/85 kehrte er zum 1. FC Köln zurück, blieb aber bis zum Herbst ohne Spieleinsatz. Im November 1984 wechselte er daraufhin erneut zur Fortuna, erst in der Rückrunde der Zweitliga-Spielzeit 1984/85 etablierte er sich unter Trainer Hannes Linßen als Stammspieler. In der folgenden Spielzeit trug er in 34 Ligaspielen zum Erreichen des Relegationsplatzes als Tabellendritter bei. Beim 2:0-Erfolg über Borussia Dortmund musste er Mitte der ersten Halbzeit gegen Dieter Lemke ausgetauscht werden, bei der 1:3-Niederlage im Rückspiel kassierte er eine Gelbe Karte, so dass er im Entscheidungsspiel gesperrt war. Ohne ihn und den verletzungsbedingt ausfallenden Libero Karl Richter fehlten zentrale Spieler der Defensive, die Mannschaft ging auf neutralem Platz im Düsseldorfer Rheinstadion mit einer 0:8-Niederlage unter.
In den folgenden Jahren konnte Hutwelker mit der Fortuna nicht mehr an den Erfolg anknüpfen. Unter Horst Buhtz und dem Rückkehrer Hannes Linßen war er dabei Stammspieler. Nachdem im Herbst 1989 Franz-Josef Tenhagen das Traineramt übernommen hatte, rückte er ins zweite Glied und kam häufig allenfalls als Einwechselspieler zum Einsatz. Nach 190 Zweitligaspielen verließ er im Sommer 1990 den Klub und schloss sich dem SC Brück in der Verbandsliga Mittelrhein an, mit dem er 1991 in die Oberliga Nordrhein aufstieg. Unter Trainer Tony Woodcock qualifizierte er sich mit dem Klub als Tabellendritter am Ende der Spielzeit 1993/94 für die Regionalliga West/Südwest.